# Súng bắn tỉa

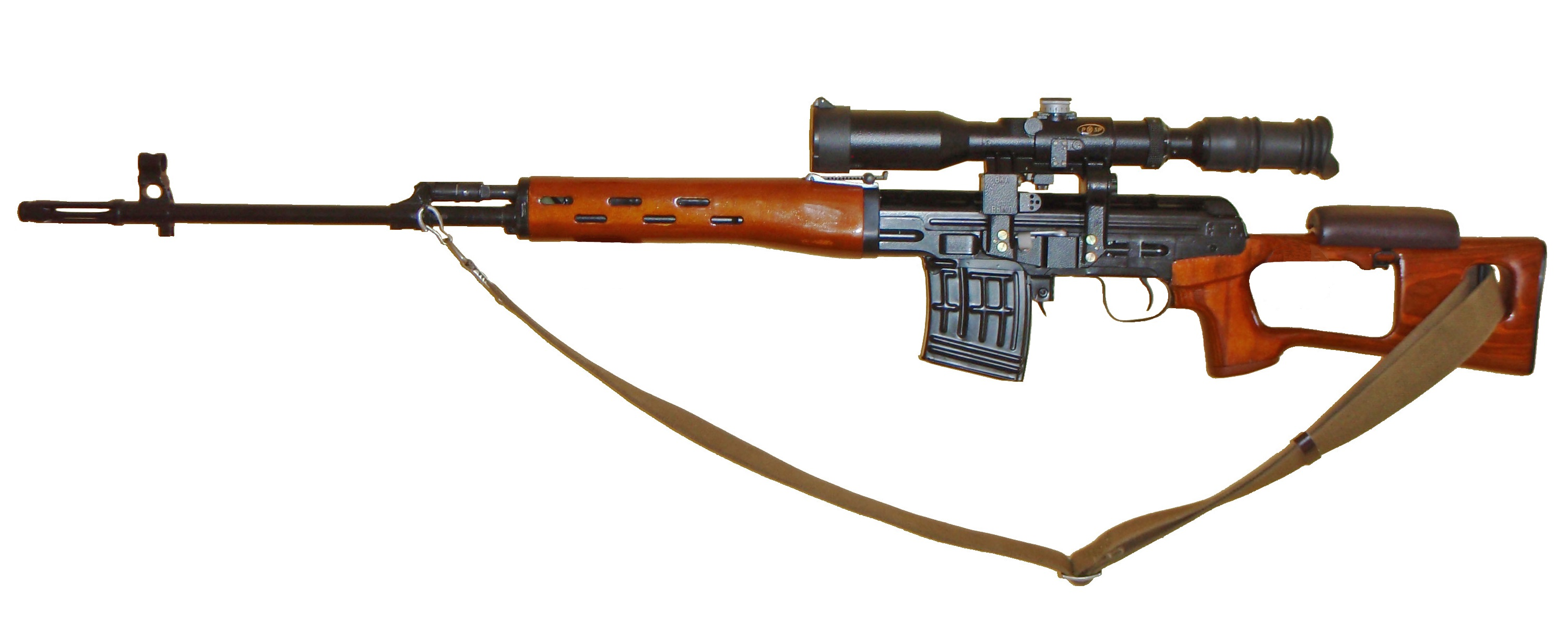
Khẩu SVD của Nga.

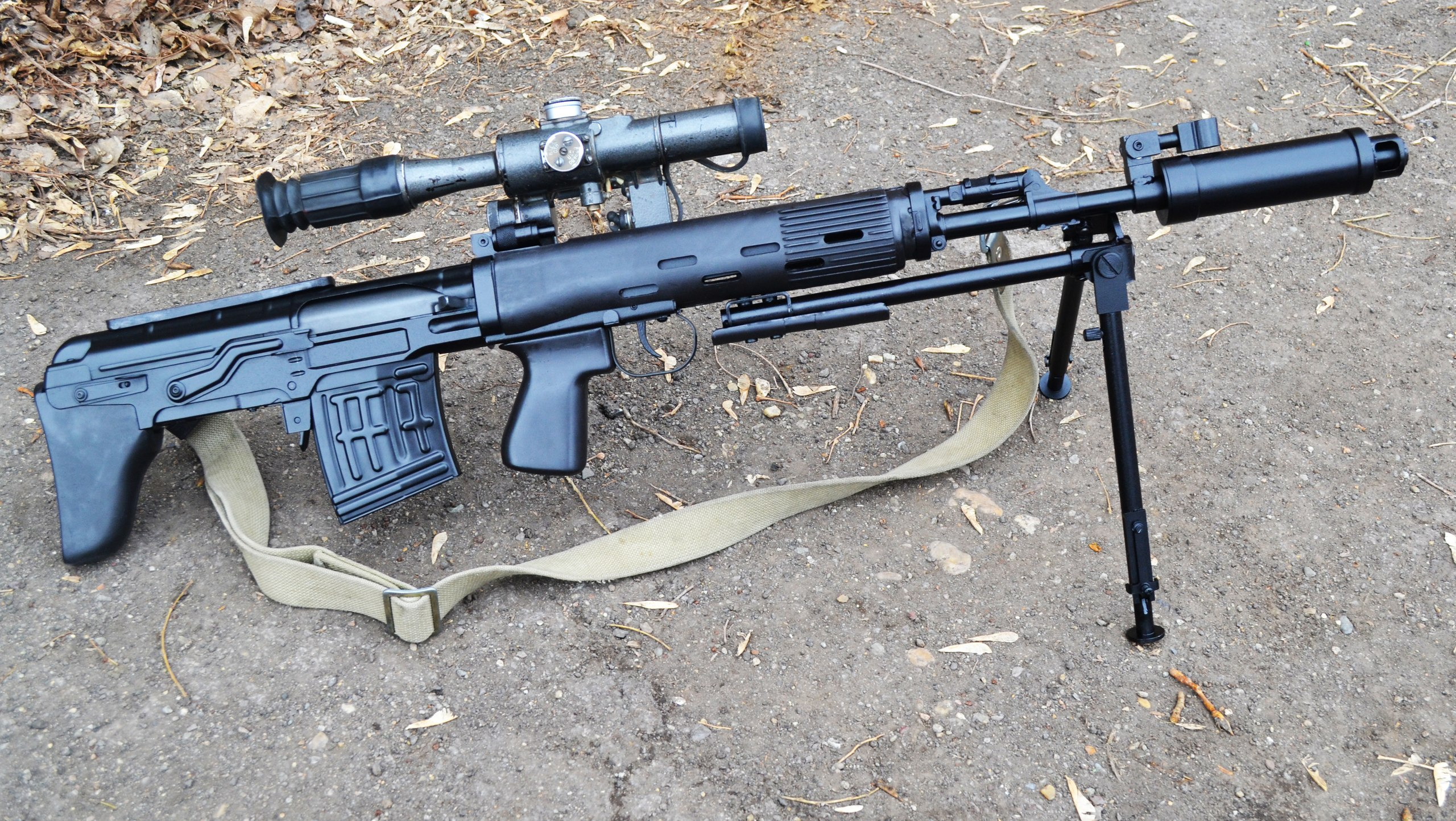
Khẩu SVU của Nga

Súng bắn tỉa (còn gọi là súng ngắm) là một loại súng trường chuyên dụng cho công việc bắn các mục tiêu ở khoảng cách xa với độ chính xác cao hơn bất kỳ loại súng cầm tay nào khác. Nó được sử dụng trong rất nhiều mục đích khác nhau nhưng thường là trong lĩnh vực quân sự hay thi hành công vụ. Nó được chế tạo với độ chính xác cao và thường được hỗ trợ bằng cách gắn các loại ống ngắm khác nhau. Hiện tại súng bắn tỉa là thuật ngữ thường dùng để chỉ những khẩu súng trường có độ chính xác cao và được gắn thêm một ống ngắm.
Bắn tỉa có vai trò khá cao trong lĩnh vực quân sự từ thế kỷ 18, nhưng những khẩu súng bắn tỉa thật sự chỉ mới được phát triển trong thời gian gần đây. Với các tiến bộ trong công nghệ như chế tạo các ống ngắm khác nhau và gia công một cách chính xác để tăng độ chuẩn xác khi bắn, đã giúp cho những binh lính được huấn luyện đặc biệt trong việc sử dụng các loại súng trường có thể bắn những phát đạn chuẩn xác hơn bất kỳ loại súng bình thường nào sử dụng trong quân đội. Súng bắn tỉa có nền là các loại súng trường xưa (với việc sử dụng khóa nòng trượt) nhưng được lắp thêm một ống ngắm để trở thành súng bắn tỉa.
Trong phong trào Euromaidan 2014 tại Kiev, Ukraina, súng bắn tỉa cũng được liên minh mới thuê bắn vào đám đông biểu tình làm hàng chục người chết, để kích động bạo lực đám đông .

## Lịch sử

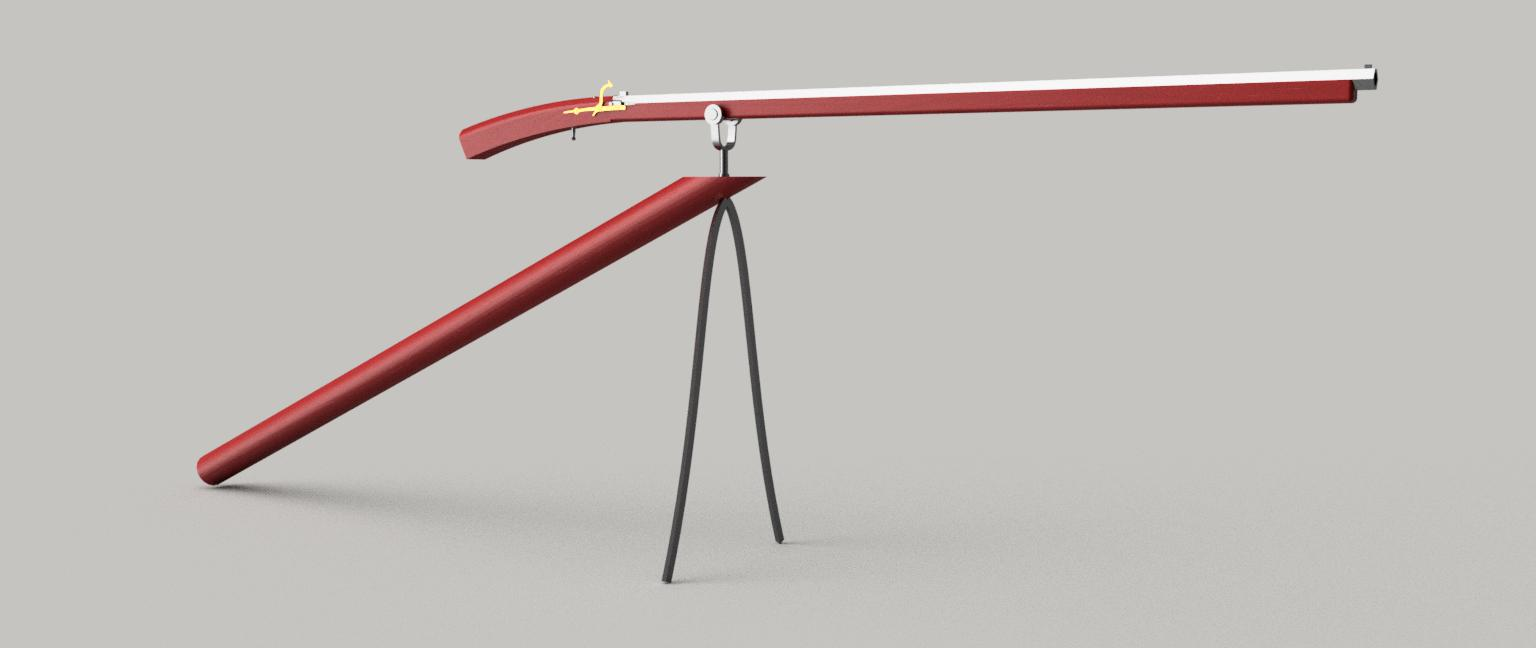
Mô phỏng 3D một khẩu Trụ Súng thời Lê Trung Hưng. Đông Nguyễn, Kaovjets Ngujens (2023). Lôi Động, Tinh Phi. NXB Dân Trí.

Từ khi súng trường xuất hiện đã có các xạ thủ luyện tập để có thể bắn trúng các mục tiêu xa hơn các xạ thủ khác với điểm ruồi và thước ngắm. Thời Trung và Cận đại, người ta nghĩ ra các loại súng có cỡ nòng cực lớn, gần như đại bác, chẳng hạn như Trụ Súng 柱銃 của nhà Lê Trung Hưng, bắn đạn 4 ounce (tương đương đạn cầu đường kính 27 mm), nòng của súng này dài khoảng 6 - 7 foot (khoảng 180 cm - 210 cm). Chúng có thể bắn qua sông, khi kẻ địch đang chiếm vị trí thuận lợi, mà không có cách nào khác để khiến chúng dời đi. Tương tự, có súng Amusette của châu Âu, Kỳ Pháo 奇礟 của nhà Thanh hoặc Jingal của Ấn Độ. Đây đều là các phiên bản phóng đại của Hiệp Súng (súng hỏa mai), với đầy đủ máy cò, báng, hệ thống ngắm, đặt trên tường thành, vách thuyền hoặc giá chống. 
Từ chiến tranh thế giới thứ nhất thì Đức đã bắt đầu gắn các loại ống ngắm cơ bản vào các khẩu súng săn của mình để có thể bắn được xa hơn.
Trong chiến tranh thế giới thứ hai khi quân đội Hoa Kỳ đổ bộ vào Normandie thì gặp tình trạng là cứ ra khỏi chiến hào là bị bắn ngay đầu bởi các xạ thủ Đức, ban đầu họ cứ nghĩ đó chỉ là những phát đạn ăn may do khoảng cách rất xa như vậy bình thường không thể nhắm chính xác như thế được. Cho đến khi họ biết Đức sử dụng ống ngắm thì mới tiến hành nghiên cứu và phát triển các loại ống ngắm cho các xạ thủ của mình. Đến khi kết thúc chiến tranh thì các bên đều có xạ thủ bắn tỉa trang bị các loại súng bắn tỉa riêng của mình và đã đóng một vai trò rất quan trọng trong các cuộc chiến.

## Phân loại

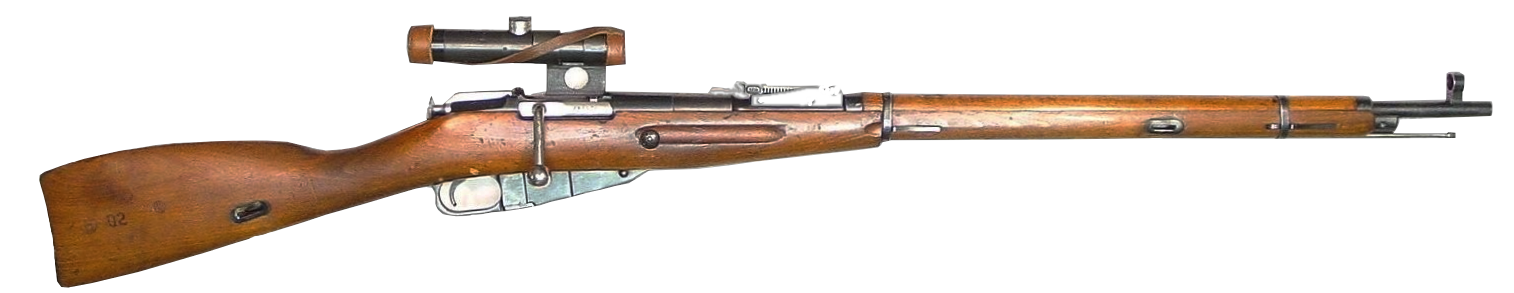
Khẩu Mosin-Nagant M91/30 của Nga

Khẩu AWM của Anh

Theo mục đích, súng bắn tỉa hiện đại có thể phân ra làm hai là: Quân sự và thi hành công vụ.

### Quân sự
Các loại súng bắn tỉa sử dụng trong quân sự thường có độ bền, phạm vi hoạt động, độ tin cậy, vững chắc, khả năng tác chiến rất cao và dễ dàng sửa chữa trong các điều kiện thời tiết khắc nghiệt với chỉ số sai lệch rất nhỏ trong độ chính xác khi bắn. Các xạ thủ bắn tỉa luôn có nhu cầu mang các khẩu súng của mình cùng các vật dụng trong một thời gian dài khi làm nhiệm vụ vì thế chúng phải càng nhẹ càng tốt. Các tổ chức quân sự trên thế giới thường rất nghiêm ngặt trong việc bỏ ngân sách ra mua các loại súng bắn tỉa, họ thường kiểm tra chất lượng của chúng rất kỹ trước khi đặt mua.

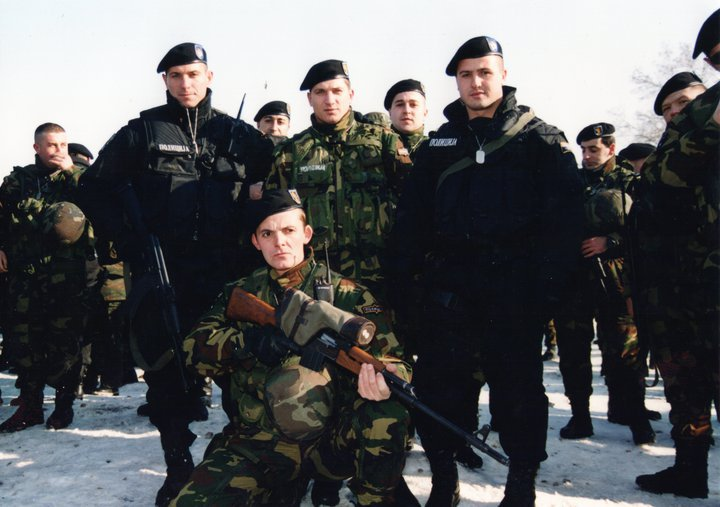
Cảnh sát đặc nhiệm Bắc Macedonia với khẩu Zastava M76.

### Thi hành công vụ
Các loại súng bắn tỉa được chế tạo hay chuyển đổi dùng trong lực lượng thi hành công vụ (cảnh sát) thường có độ chính xác cao hơn súng dùng trong quân sự nhưng nó lại có tầm bắn ngắn hơn. Do nhu cầu của loại súng này là chiến đấu trong môi trường đô thị vốn chật hẹp nên nó không cần phải bắn xa, bền hay dễ mang đi như loại dùng trong quân sự. Nhưng có yêu cầu là đường đạn và kính ngắm phải có độ chính xác cao để đảm bảo hạ gục mục tiêu ngay từ phát đạn đầu.

## Đặc điểm
Các tính năng của súng bắn tỉa có thể rất khác nhau tùy thuộc vào mục đích của nhiệm vụ mà nó đang được sử dụng. Các tính năng của một khẩu súng bắn tỉa thường được phân biệt qua chức năng của ống ngắm, chiều dài của súng, báng súng thiết kế để bắn trong các tư thế chuẩn bị khác nhau và bắn trên chân chống cùng các linh kiện trợ giúp khác nhau.

### Ống ngắm

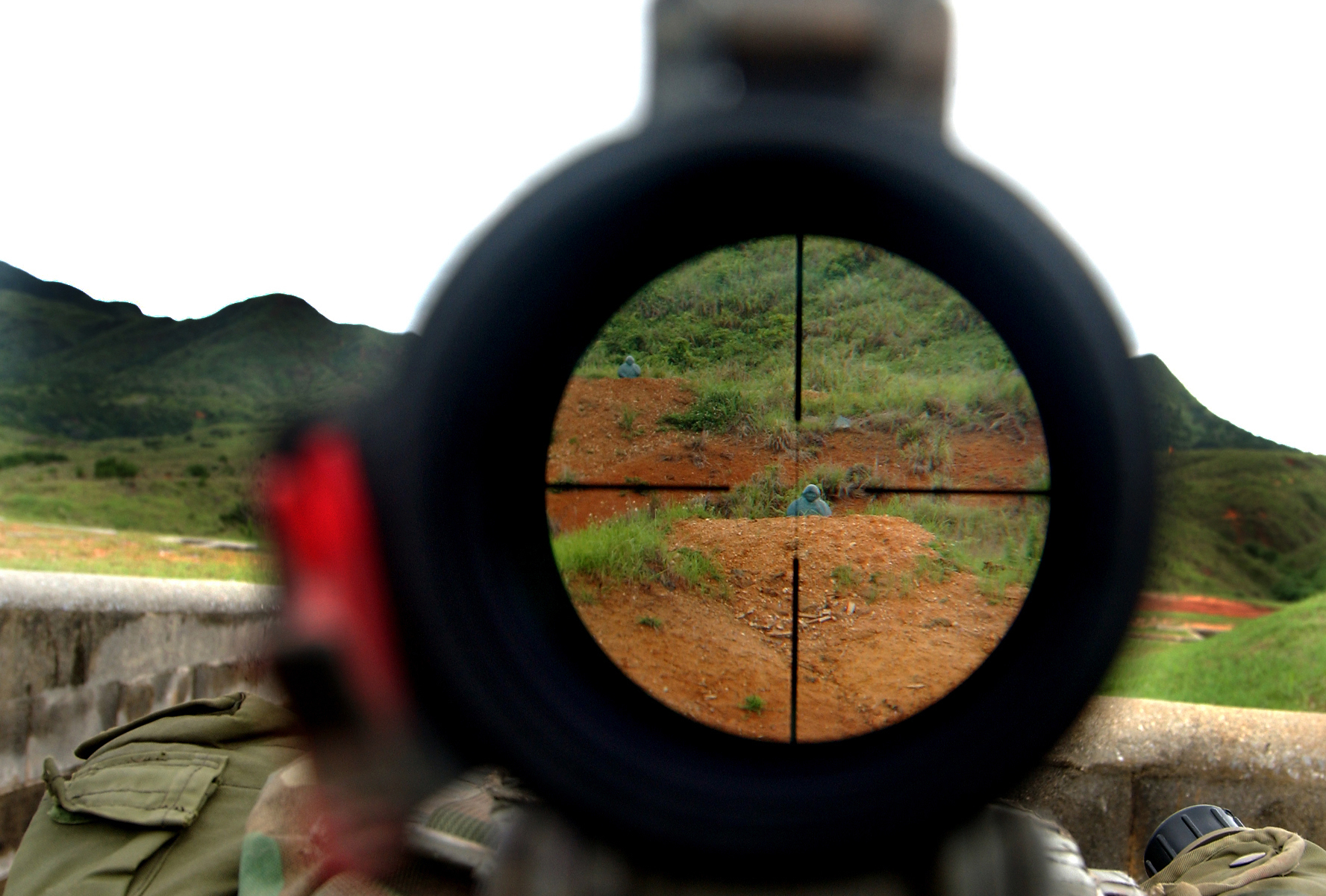
Nhìn qua ống ngắm.

Đây là bộ phận quan trọng nhất của một khẩu súng bắn tỉa, các khẩu súng trường kể cả súng trường từ quân sự cho đến thể thao hay săn bắn đều có thể lắp ống ngắm. Kể cả các khẩu súng trường tấn công hay những khẩu súng không phải súng trường như súng tiểu liên hay súng lục cũng có thể lắp các ống ngắm. Đều này cho phép nâng tầm bắn lên xa hơn.
Ống ngắm chuyên dụng cho súng bắn tỉa hơi khác với các loại ống ngắm thông thường, nó thường có tầm nhắm rất xa (hơn 4x và có thể lên đến 40x). Chúng có thấu kính rất lớn (có thể có đường kính 40-50mm) để có hình ảnh rõ ràng.
Một số loại ống ngắm trong cả quân đội lẫn thi hành công vụ có cả hệ thống trợ giúp xác định khoảng cách một yếu tố rất quan trọng để xạ thủ có thể tính quỹ đạo của viên đạn một cách chính xác khi bắn. Một số khác có khả năng bắt ánh sáng yếu, nhìn trong đêm, nhìn bằng tia hồng ngoại... giúp các xạ thủ có thể nhìn thấy và tiêu diệt các mục tiêu trong đêm.

### Hoạt động
Các loại súng bắn tỉa thường có cơ cấu hoạt động là khóa nòng trượt (bolt-action) hay bán tự động (thường là nạp đạn bằng độ giật hay nạp đạn bằng khí nén), tùy theo nhu cầu sử dụng cụ thể của việc bắn tỉa mà cơ cấu hoạt động sẽ được chọn để chế tạo, mỗi cơ chế đều có điểm mạnh và điểm yếu riêng.
Với một loại đạn nhất định, cơ cấu khóa nòng trượt giúp cho việc chế tạo trở nên dễ dàng, rẻ, dễ bảo trì và nhẹ vì có ít các chi tiết máy móc. Ngoài ra việc không tự động đẩy vỏ đạn ra ngoài sẽ giảm việc xạ thủ bắn tỉa bị lộ vị trí khi các vỏ đạn bay tứ tung ra ngoài cũng như nó sẽ chính xác hơn do không có việc các chi tiết chuyển động gây lệch góc nhắm (cho dù là rất nhỏ) hay làm giảm sơ tốc đạn vì một lượng khí sẽ được trích ra để nạp đạn nếu là bán tự động. Tuy nhiên tốc độ bắn sẽ khá chậm và tùy vào kỹ năng của các xạ thủ.
Với cơ cấu bán tự động tốc độ bắn có thể sẽ rất nhanh. Khi cần thiết nó có thể trở thành một loại súng chiến đấu tầm gần vì tốc độ bắn cao có thể tăng khả năng bắn trúng mục tiêu và có thể phản ứng nhanh hơn trong tình trạng khẩn cấp. Nhưng bù lại nó sẽ nặng và khó bảo dưỡng hơn do có nhiều chi tiết máy móc hơn một bolt thông thường cũng như kém chính xác hơn khi bắn xa.
Cơ cấu khóa nòng trượt được sử dụng nhiều trong cả lực lượng quân sự lẫn thi hành công vụ vì nó nhẹ, chính xác và dễ bảo dưỡng. Cơ cấu bán tự động thường dùng trong các lực lượng đặc nhiệm như phá mìn hay lực lượng phản ứng nhanh được huấn luyện đặc biệt cho việc sử dụng các loại súng này sử dụng trong các tình huống cần đến tốc độ.
Cơ cấu bán tự động rất hữu dụng khi bắn liên tiếp vào nhiều mục tiêu khác nhau trong thời gian ngắn hay phải chiến đấu giáp mặt kẻ thù vì nó có thể bắn nhanh để tự vệ. Cơ cấu khóa nòng trượt rất hữu dụng khi thực hiện nhiệm vụ dài ngày vì nó rất nhẹ và dễ bảo dưỡng cũng như có độ chính xác cao thích hợp với việc bắn tỉa từng mục tiêu ở vị trí khá xa để tránh không bị phát hiện.

### Đạn

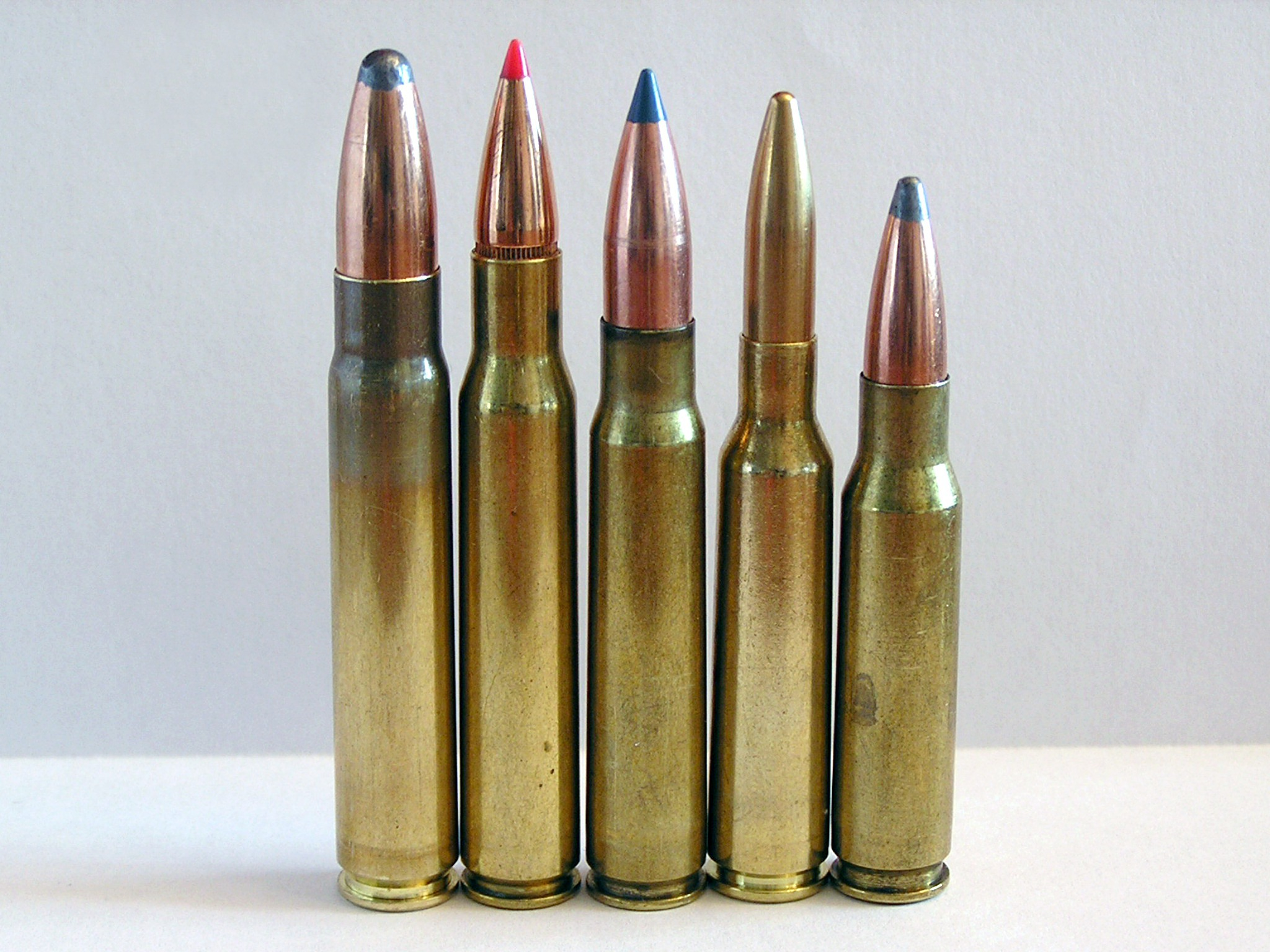
9.3×62mm, .30-06 Springfield, 8×57mm IS, 6.5×55mm và .308 Winchester.

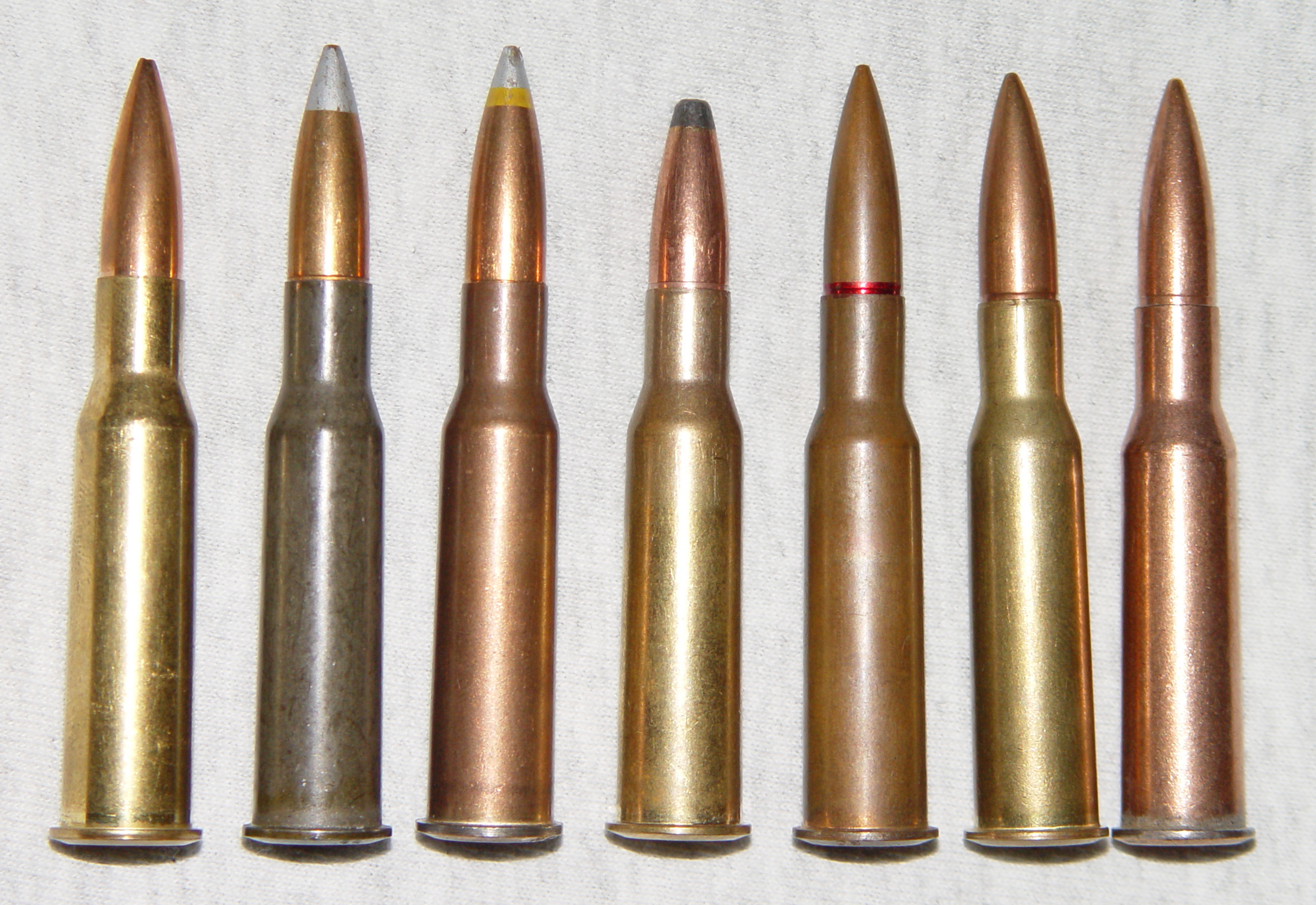
Các loại 7.62x54mmR.

Trong quân sự, hậu cần là yếu tố tối quan trọng vì thế các loại súng bắn tỉa thường được chỉ định sử dụng các loại đạn thông dụng cho súng trường. Nhưng các lực lượng quân sự lớn bắt đầu thay đổi dần dần cùng nhiều học thuyết quân sự mới ra đời nên các loại đạn chuyên cho bắn tỉa đã được thử nghiệm, nghiên cứu và chế tạo. Nhưng đối với lực lượng cảnh sát thì việc sử dụng các loại đạn cơ bản phổ biến vẫn tốt hơn là mạo hiểm sử dụng các loại đạn ít phổ biến (nhưng chắc chắn tốt hơn).
Trước khi loại đạn tiêu chuẩn 7.62×51mm NATO được giới thiệu thì các nước phương Tây sử dụng các loại đạn khác nhau như .30-06 Springfield (Hoa Kỳ), .303 British (Anh) và 8mm Mauser (Đức). Loại đạn.30-06 Springfield vẫn còn được sử dụng cho đến những năm 1970 trong chiến tranh Việt Nam. Hiện tại tất cả các nước phương Tây và NATO đã chuyển sang sử dụng loại đạn 7.62×51mm nên nó đã trở thành loại đạn chính cho các khẩu súng bắn tỉa của lực lượng thi hành công vụ tại đây.
Một loại đạn phổ biến khắp thế giới khác là loại đạn 7.62×54mmR của Nga. Nó được giới thiệu từ năm 1891 nhưng vẫn được sử dụng nhiều hiện nay, hầu hết các khẩu có nền từ Mosin Nagant trước đây và khẩu súng bắn tỉa Dragunov đều sử dụng nó.
Súng bắn tỉa có thể tính luôn cả các loại súng bắn tỉa công phá loại thường dùng để chống lại các phương tiện cơ giới, công sự hay các trang thiết bị, nó có thể dùng để bắn các loại đạn nổ để phá hủy các mục tiêu quan trọng trong tầm xa cũng như có thể dùng chống bộ binh.
Súng bắn tỉa công phá sử dụng các loại đạn lớn hơn đạn bình thường như .50 BMG, 12.7×108mm hay thậm chí 14.5×114mm và 20mm. Các cỡ đạn lớn cho phép nó có thể trở thành các loại đạn đặc biệt như đạn nổ, đạn lõi xuyên giáp, đạn cháy hay kết hợp các loại. Nhưng chính vì kích thước như thế nên trọng lượng trở thành vấn đề rắc rối nên một nhóm bắn tỉa từ 2 đến 3 người trở nên cần thiết khi tác chiến cũng như di chuyển.

### Nòng súng
Nòng của súng bắn tỉa thường có nòng nặng hơn nòng của các khẩu súng thông thường để tránh bị lệch khi bắn cũng như có thể hấp thu nhiệt lượng tốt hơn mà không bị biến dạng tránh việc phát súng đầu tiên bắn ra từ một nòng lạnh và phát thứ hai bắn ra từ một nòng bị nóng. Không giống như nòng của súng trường thông thường nòng súng bắn tỉa thường không được mạ crôm vì có thể làm mất một chút độ chính xác do mạ không đều.
Khi gắn vào thân súng, nòng súng bắn tỉa thường là nòng súng được gắn một cách tự do tiếp xúc tối thiểu với thân súng cũng như không gắn với các vật dụng phụ trợ khác để giảm tối đa việc tác động dù là nhỏ nhất như việc gắn chân chống vào nòng súng có thể làm nòng bị chếch lên trên, khi bắn thân súng sẽ có rung động làm giảm độ chính xác nếu gắn nòng súng vào trực tiếp... Phần cuối của nòng súng bắn tỉa thường được gắn bộ phận chống giật để giữ cân bằng khi bắn tránh việc giật mạnh làm giảm độ chính xác. Ngoài ra nòng của một số loại súng bắn tỉa như Dragunov hay Walther WA2000 có cấu trúc gia cố từ đầu đến cuối nòng để tránh việc nòng bị rớt ra khi bắn cũng như tránh biến dạng cho dù nó nhỏ của nòng súng.
Nòng súng bắn tỉa đôi khi có các rãnh ngoài dùng để tăng diện tích tiếp xúc với không khí dùng để tản nhiệt cũng như giảm trọng lượng của súng.
Ngoài bộ phận chống giật nòng súng bắn tỉa có thể gắn thêm bộ phận chống chớp sáng hay nòng giảm thanh.
Súng bắn tỉa thường có xu hướng nòng dài từ 600 mm trở lên, cho phép sức mạnh của thuốc súng được sử dụng triệt để giúp tăng sơ tốc đạn lên tối đa để bay được xa. Với các nòng ngắn sẽ có độ cơ động cao trong môi trường hẹp nhưng tầm bắn sẽ ngắn hơn.

### Báng súng
Tính năng đáng chú ý nhất của phần báng súng trong một khẩu súng bắn tỉa là nó có khả năng điều chỉnh chiều cao cho phù hợp với gò má của xạ thủ để họ thuận tiện hơn trong việc nhắm qua ống ngắm hay thước ngắm. Đối với các súng bắn tỉa gắn ống ngắm báng súng có thể chỉnh cao hơn do ống ngắm được gắn cao hơn điểm ruồi nếu báng súng quá thấp có thể gây mỏi cổ cho xạ thủ. Các báng súng hiện đại có thể điều chỉnh độ cao để phù hợp với từng xạ thủ. Ngoài ra các báng súng này còn có thể điều chỉnh chiều dài cho phù hợp với vai của xạ thủ. Báng súng bắn tỉa thường được thiết kế tránh tiếp xúc trực tiếp với nòng súng.

### Vật dụng phụ trợ
Các quai có thể được gắn vào các phần tay cầm của súng bắn tỉa để xạ thủ có thể tra tay vào giúp nắm chắc được súng hơn trong các tư thế đứng, quỳ hay ngồi cũng như không vô tình rớt súng khi mệt mỏi. Các chân chống chữ V và chữ I cũng được sử dụng để tăng độ ổn định khi bắn cũng như giảm bớt việc dùng sức để giữ cố định súng có thể gây mệt mỏi.

## Tính năng

### Độ chuẩn xác
Độ chuẩn xác của một khẩu súng được tính bằng độ lệch theo phút (MOA, 1 MOA = 1/60 độ). Các khẩu súng trường và súng trường tấn công thường có độ lệch là 3-6 MOA. Các khẩu súng bắn tỉa trong quân đội thường có độ lệch là 1-3 MOA. Trong khi các khẩu súng bắn tỉa sử dụng trong lực lượng thi hành công vụ thường có độ lệch 0,25-1,5 MOA. Trong khi đó những khẩu súng gắn cố định thường có độ lệch chỉ 0,15-0,3 MOA. Với 1 MOA thì xác suất trúng của 5 viên đạn trúng vào mục tiêu có đường kính 25 cm khoảng cách 800 m sẽ là 69%. Tức tỉ lệ bắn trúng mục tiêu là người sẽ rất cao vì người thường lớn hơn mục tiêu giả định.
Mặc dù không có quy định cụ thể về độ chính xác của các súng bắn tỉa dùng trong lực lượng thi hành công vụ nhưng các loại súng này thường có độ lệch khoảng 0,5-1,5 MOA nhưng tầm bắn không được xa. Thông thường vì các điều kiện môi trường các súng của lực lượng thi hành công vụ thường không có độ chính xác tốt hơn 1 MOA. Nhưng cũng vì lực lượng này luôn phải chiến đấu trong môi trường hẹp nên không cần phải có tầm bắn xa nhưng độ chính xác là cần thiết. Với khoảng cách 100 m hay ít hơn với độ lệch chỉ 1 MOA thì có thể bắn trúng mục tiêu có đường kính khoảng 3 cm việc này giúp cho lực lượng đặc nhiệm có thể tiêu diệt mục tiêu hay phá hủy vũ khí của mục tiêu một cách chính xác.

### Phạm vi hoạt động
Không giống như các khẩu súng bắn tỉa sử dụng trong lực lượng thi hành công vụ, những khẩu súng bắn tỉa của quân đội được thết kế để có thể bắn được càng xa càng tốt. Với tầm bắn xa, xạ thủ sẽ khó bị phát hiện nhưng lại gây khó khăn trong việc ngắm bắn trúng mục tiêu cũng như tìm vị trí bắn thích hợp. Hầu hết các loại súng bắn tỉa sử dụng loại đạn 7.62 mm như 7.62x51mm NATO hay 7.62×54mmR thông dụng. Tất cả các súng bắn tỉa trong quân đội phải có thể dễ dàng bảo trì và sửa chữa, cũng như có thể dễ dàng ngụy trang để che giấu vị trí của chúng cùng xạ thủ.
Hiện nay các súng bắn tỉa có xu hướng sử dụng loại đạn lớn để tăng xác suất trúng khi bắn vị trí xa ví dụ như loại đạn chống bộ binh .338 Lapua Magnum hay các loại đạn công phá như .50 BMG và 14.5x114mm. Với cỡ đạn lớn sẽ giúp cho xạ thủ ít chịu rủi ro hơn cũng như tốn ít thời gian để tìm ra các điểm yếu trên mục tiêu để bắn khi mà các loại đạn này có mức sát thương và công phá rất cao nếu bắn trúng nhưng xạ thủ có thể gặp vấn đề với trọng lượng của những khẩu súng loại này (tính luôn đạn dược mang kèm).
Tầm bắn và độ chính xác của súng được tuyên bố bởi các tổ chức quân sự cũng như các nhà chế tạo vốn không dựa trên bất kỳ một nghiên cứu khoa học nào. Hai tiêu chí trên phụ thuộc phần lớn vào kỹ năng của xạ thủ vì khi bắn không chỉ có viên đạn bay một đoạn đường tương đối dài đến mục tiêu mà nó còn bị ảnh hưởng bởi các điều kiện thời tiết cũng như các yếu tố khác trong vùng mà xạ thủ bắn tỉa hoạt động. Với một xạ thủ giỏi nhiều kinh nghiệm họ có thể sử dụng các khẩu súng bắn tỉa hiệu quả xa hơn khoảng cách mà nó được tuyên bố cũng như ngược lại.